# Benjamin Wilson (pittore)
Benjamin Wilson (1721 – 1788) è stato un pittore e scienziato inglese.
Ritrattista e studioso di elettricità inglese, fu autore di diversi trattati di elettricità e fece importanti esperienze sulle bottiglie di Leida, sulle proprietà elettriche della tormalina e sui parafulmini. Membro della Royal Society, si oppose alle teorie frankliniane dell'elettricità e sostenne, contrariamente allo scienziato americano, che i parafulmini a punta erano meno efficaci di quelli terminanti a sfera. La diatriba assunse anche colorazioni politiche per la crisi allora in corso fra la Gran Bretagna e le colonie americane: Benjamin Franklin, che sosteneva l'efficacia del conduttore a punta, era anche lo statista più importante delle colonie americane ribelli e come tale inviso al sovrano inglese Giorgio III.